# Bij-woudzwever
De bij-woudzwever (Criorhina asilica) is een vliegensoort uit de familie van de zweefvliegen (Syrphidae). De wetenschappelijke naam van de soort is voor het eerst geldig gepubliceerd in 1816 door Carl Fredrik Fallén.